# Ivan
Ivan je mužské křestní jméno hebrejského původu. Podle českého kalendáře má svátek 25. června. Ivan je slovanskou variantou jména Jan. Jména Jan i Ivan pochází z hebrejského Jochánán (יוחנן), což znamená „Hospodin je milostivý“. 
K východním Slovanům se novozákonní řecké jméno ᾿Ιωάννης Ióannés, jméno Jana Křtitele, dostalo s šířením pravoslaví v podobě užívané v církevní slovanštině jako Ivan. V oblasti západního křesťanství se šířilo jméno latinizované podobě Joannes nebo Johannes, odkud se v poněmčené podobě Johan dostalo k západním Slovanům, kde vznikl Jan. Podoba Ivan byla později přijata jako samostatné jméno.

## Domácké podoby
Ivánek, Váňa, Váňuška, Ivča

## Statistické údaje
Následující tabulka uvádí četnost jména v ČR a mezi mužskými jmény ve srovnání dvou roků, pro které jsou dostupné údaje MV ČR – lze z ní tedy vysledovat trend v užívání tohoto jména:
| Rok       | Četnost    | Pořadí      |
| 1999      | 26 412     | 40.         |
| 2002      | 26 175     | 40.         |
| Porovnání | o 237 méně | žádná změna |
| 2006      | 32 240     | 32.         |

Změna procentního zastoupení tohoto jména mezi žijícími muži v ČR (tj. procentní změna se započítáním celkového úbytku mužů v ČR za sledované tři roky 1999–2002) je -0,2%.

## Ivan v jiných jazycích
- Slovensky, ukrajinsky, rusky, chorvatsky, maďarsky, bulharsky, italsky, dánsky: Ivan
- Polsky, nizozemsky, německy: Iwan
- Španělsky: Iván
- Francouzsky: Ivain nebo Yves
- Srbsky: Jovan

## Data jmenin
- v českém kalendáři: 25. červen
- v slovenském kalendáři: 8. červenec

## Známí nositelé jména

### vladaři
- Ivan Veliký – od roku 1462 velikým knížetem moskevským
- Ivan IV. – ruský car, známý spíše pod přívlastkem „Hrozný“

### ostatní
- svatý Ivan – legendární český poustevník
- svatý Ivan Rilský – bulharský poustevník
- Ivan Christoforovič Bagramjan – sovětský maršál
- Ivan Bartoš – předseda České pirátské strany
- Ivan Basso – italský cyklista
- Ivan Blatný – český básník
- Ivan Cankar – slovinský spisovatel, dramatik a básník
- Ivan David - český lékař, psychiatr a politik
- Ivan Dejmal – český ekolog a politik
- Ivan Diviš – český básník a esejista
- Jovan Dučić – srbský básník
- Ivan Dylevský – český anatom
- Ivan Alexandrovič Gončarov – ruský spisovatel
- Iván Gutiérrez – kolumbijský písničkář
- Ivan Hálek – český lékař a politik
- Ivan Hašek – český fotbalista
- Ivan Havel – český vědec
- Ivan Hlas – český zpěvák a skladatel
- Ivan Hrbek – český orientalista
- Ivan Hoffman – slovenský písničkář a český novinář
- Ivan Ilić – americký klavírní virtuóz
- Ivan Jandl – český dětský herec, nositel ocenění Oscar
- Ivan Martin Jirous – český básník a publicista
- Ivan Kaljajev – ruský politik a revolucionář
- Ivan Klíma – český spisovatel
- Ivan Krajíček – slovenský herec, komik a moderátor
- Ivan Král – český kytarista a baskytarista, člen skupiny The Patti Smith Group
- Ivan Stěpanovič Koněv – ruský voják, maršál Sovětského svazu
- Ivan Langer - český politik
- Ivan Lendl – česko-americký tenista
- Ivan Mauger – novozélandský motocyklový závodník
- Ivan Medek – český novinář
- Ivan Mládek – český hudebník a bavič
- Ivan Olbracht – český spisovatel
- Ivan Petrovič Pavlov – ruský vědec
- Iván Pedroso – kubánský atlet
- Ivan Poldauf – český jazykovědec
- Ivan Rajmont – český divadelník a režisér
- Ivan Reitman – americký režisér, producent a scenárista
- Ivan Roubal – český sériový vrah
- Ivan Skála – český básník a politik
- Ivan Sviták – český filosof, kritik a básník
- Ivan Štampach – český religionista, teolog a filosof
- Ivan Štraus – dvě osoby téhož jména a příjmení, český houslista a bosenskohercegovinský architekt
- Ivan Uchov – ruský atlet
- Ivan Vojnár – slovenský režisér a fotograf
- Ivan Vojtěch – český muzikolog
- Ivan Vyskočil – český dramatik a herec
- Ivan Wernisch – český básník
- Jovan Jovanović Zmaj – srbský spisovatel
- Ivan Ženatý – český houslista a pedagog

## Příjmení
- Dávid Ivan (* 1995) – slovenský fotbalista
- Jozef Ivan (* 1933) – slovenský fotbalista
- Ludvík Ivan (1937–2019) – český fotbalista
- Marek Ivan (* 1978) – český lední hokejista
- Michal Ivan (* 1956) – slovenský fotbalista
- Michal Ivan (1999) – slovenský lední hokejista

## Jiné
- Ivan (kráter) – kráter na Měsíci